# Aek Siala (Portibi)
Aek Siala is een bestuurslaag in het regentschap Padang Lawas Utara van de provincie Noord-Sumatra, Indonesië. Aek Siala telt 326 inwoners (volkstelling 2010).